# Aston Villa FC in het seizoen 2003/04
Dit artikel beschrijft de prestaties van voetbalclub Aston Villa FC in het seizoen 2003/2004. Dit seizoen werd de club zesde in de Premier League, met Newcastle United. David O'Leary werd aangesteld als nieuwe trainer voor dit seizoen. De clublegende van Arsenal had uitstekend werk geleverd bij Leeds United, maar had daar tevens veel geld uitgegeven aan inkomende transfers. O'Leary nam over van Graham Taylor, die de club in het voorgaande seizoen naar een ontgoochelende zestiende plaats had geleid. Taylor stapte zelf op. In de Premier League kon de club rekenen op de doelpunten van Darius Vassell (9) en vooral de Colombiaan Juan Pablo Ángel (16). Doordat Newcastle United een beter doelsaldo kon voorleggen, mochten de mannen van O'Leary niet deelnemen aan de voorrondes van de UEFA Cup 2004/05.

## Spelerskern
Spelers wier rugnummer is doorstreept verlieten de club tijdens het seizoen;
| Rugnummer     | Naam                | Nationaliteit      | Geboortedatum | Bij de club sinds | Vorige club                       |
| ------------- | ------------------- | ------------------ | ------------- | ----------------- | --------------------------------- |
| Keepers       |                     |                    |               |                   |                                   |
| 1             | Peter Enckelman     | Finland            | 10-03-1977    | 1999              | TPS Turku                         |
| 1             | Thomas Sørensen     | Denemarken         | 12-06-1976    | 2003              | Sunderland                        |
| 13            | Stefan Postma       | Nederland          | 10-06-1976    | 2002              | De Graafschap                     |
| Verdedigers   |                     |                    |               |                   |                                   |
| 2             | Mark Delaney        | Wales              | 13-05-1976    | 1999              | Cardiff City                      |
| 3             | Jlloyd Samuel       | Trinidad en Tobago | 29-03-1981    | 1999              | Charlton Athletic                 |
| 4             | Olof Mellberg       | Zweden             | 03-09-1977    | 2001              | Racing Santander                  |
| 5             | Alpay Özalan        | Turkije            | 29-05-1973    | 2000              | Fenerbahçe SK                     |
| 15            | Ulises de la Cruz   | Ecuador            | 08-02-1974    | 2002              | Hibernian                         |
| 24            | Liam Ridgewell      | Engeland           | 21-07-1984    | 2002              | eigen jeugd                       |
| 27            | Ronny Johnsen       | Noorwegen          | 10-06-1969    | 2002              | Manchester United                 |
| Middenvelders |                     |                    |               |                   |                                   |
| 6             | Gareth Barry        | Engeland           | 23-02-1981    | 1998              | Brighton & Hove Albion            |
| 7             | Lee Hendrie         | Engeland           | 18-05-1977    | 1994              | eigen jeugd                       |
| 8             | Gavin McCann        | Engeland           | 10-01-1978    | 2003              | Sunderland                        |
| 11            | Nolberto Solano     | Peru               | 12-12-1974    | 2003              | Newcastle United                  |
| 12            | Thomas Hitzlsperger | Duitsland          | 05-04-1982    | 2001              | eigen jeugd                       |
| 17            | Peter Whittingham   | Engeland           | 08-09-1984    | 2003              | eigen jeugd                       |
| 20            | Mustapha Hadji      | Marokko            | 16-11-1971    | 2001              | Coventry City                     |
| 26            | Mark Kinsella       | Ierland            | 12-08-1972    | 2002              | Charlton Athletic                 |
| 30            | Hassan Kachloul     | Marokko            | 19-02-1973    | 2001              | Southampton                       |
| Aanvallers    |                     |                    |               |                   |                                   |
| 9             | Dion Dublin         | Engeland           | 22-04-1969    | 1998              | Coventry City                     |
| 10            | Darius Vassell      | Engeland           | 13-06-1980    | 1998              | eigen jeugd                       |
| 14            | Marcus Allbäck      | Zweden             | 05-07-1973    | 2002              | sc Heerenveen                     |
| 16            | Peter Crouch        | Engeland           | 30-01-1981    | 2002              | Portsmouth                        |
| 18            | Juan Pablo Ángel    | Colombia           | 24-10-1975    | 2001              | CA River Plate                    |
| 19            | Boško Balaban       | Kroatië            | 15-10-1978    | 2001              | Dinamo Zagreb (huur)              |
| 23            | Stefan Moore        | Engeland           | 28-09-1983    | 2001              | eigen jeugd / Chesterfield (huur) |
| 31            | Luke Moore          | Engeland           | 13-02-1986    | 2003              | eigen jeugd                       |

- = Aanvoerder

| 1. 2. 3. 4. 5. 6. |

### Manager
|         |                      |               |
| Functie | Naam                 | Nationaliteit |
| Coach   | David O'Leary (foto) | Ierland       |

## Resultaten
Een overzicht van de competities waaraan Aston Villa in het seizoen 2003-2004 deelnam.
| Premier League | FA Cup      | League Cup   |
| -------------- | ----------- | ------------ |
|                |             |              |
| 6e             | Derde ronde | Halve finale |

## Uitrustingen
Shirtsponsor: Rover 

Sportmerk: Diadora
| Thuis |

| Uit |

## Premier League

### Wedstrijden
| №  | Datum      | Wedstrijd                             | Uitslag | Doelpunten                                        | P  |
| -- | ---------- | ------------------------------------- | ------- | ------------------------------------------------- | -- |
| 1  | 16.08.2003 | Portsmouth – Aston Villa              | 2–1     | 82' (pen.) Barry                                  | 0  |
| 2  | 24.08.2003 | Aston Villa – Liverpool               | 0–0     |                                                   | 1  |
| 3  | 27.08.2003 | Arsenal – Aston Villa                 | 2–0     |                                                   | 1  |
| 4  | 30.08.2003 | Aston Villa – Leicester City          | 3–1     | 8' (e.d.) Thatcher, 10', 16' Ángel                | 4  |
| 5  | 14.09.2003 | Manchester City – Aston Villa         | 4–1     | 31' Ángel                                         | 4  |
| 6  | 20.09.2003 | Aston Villa – Charlton Athletic       | 2–1     | 37' Özalan, 55' Samuel                            | 7  |
| 7  | 27.09.2003 | Chelsea – Aston Villa                 | 1–0     |                                                   | 7  |
| 8  | 05.10.2003 | Aston Villa – Bolton Wanderers        | 1–1     | 58' Ángel                                         | 8  |
| 9  | 19.10.2003 | Birmingham City – Aston Villa         | 0–0     |                                                   | 9  |
| 10 | 25.10.2003 | Aston Villa – Everton                 | 0–0     |                                                   | 10 |
| 11 | 08.11.2003 | Newcastle United – Aston Villa        | 1–1     | 11' Dublin                                        | 11 |
| 12 | 10.11.2003 | Aston Villa – Middlesbrough           | 0–2     |                                                   | 11 |
| 13 | 23.11.2003 | Tottenham Hotspur – Aston Villa       | 2–1     | 66' Allbäck                                       | 11 |
| 14 | 29.11.2003 | Aston Villa – Southampton             | 1–0     | 45' Dublin                                        | 14 |
| 15 | 06.12.2003 | Manchester United – Aston Villa       | 4–0     |                                                   | 14 |
| 16 | 14.12.2003 | Aston Villa – Wolverhampton Wanderers | 3–2     | 21', 24' Ángel, 48' Barry                         | 17 |
| 17 | 20.12.2003 | Blackburn Rovers – Aston Villa        | 0–2     | 62' S. Moore, 75' Ángel                           | 20 |
| 18 | 26.12.2003 | Leeds United – Aston Villa            | 0–0     |                                                   | 21 |
| 19 | 28.12.2003 | Aston Villa – Fulham                  | 3–0     | 33' Ángel, 67', 82' Vassell                       | 24 |
| 20 | 06.01.2004 | Aston Villa – Portsmouth              | 2–1     | 22' Ángel, 85' Vassell                            | 27 |
| 21 | 10.01.2004 | Liverpool – Aston Villa               | 1–0     |                                                   | 27 |
| 22 | 18.01.2004 | Aston Villa – Arsenal                 | 0–2     |                                                   | 27 |
| 23 | 31.01.2004 | Leicester City – Aston Villa          | 0–5     | 50', 60' Vassell, 57', 68' Crouch, 64' Dublin     | 30 |
| 24 | 07.02.2004 | Aston Villa – Leeds United            | 2–0     | 45' (pen.) Ángel, 59' Johnsen                     | 33 |
| 25 | 11.02.2004 | Fulham – Aston Villa                  | 1–2     | 13' Ángel, 32' Vassell                            | 36 |
| 26 | 22.02.2004 | Aston Villa – Birmingham City         | 2–2     | 21' Vassell, 47' Hitzlsperger                     | 37 |
| 27 | 28.02.2004 | Everton – Aston Villa                 | 2–0     |                                                   | 37 |
| 28 | 14.03.2004 | Wolverhampton Wanderers – Aston Villa | 0–4     | 7' Hitzlsperger, 18' Mellberg, 24', 59' Ángel     | 40 |
| 29 | 20.03.2004 | Aston Villa – Blackburn Rovers        | 0–2     |                                                   | 40 |
| 30 | 27.03.2004 | Charlton Athletic – Aston Villa       | 1–2     | 24' Vassell, 54' Samuel                           | 43 |
| 31 | 04.04.2004 | Aston Villa – Manchester City         | 1–1     | 21' Ángel                                         | 44 |
| 32 | 10.04.2004 | Bolton Wanderers – Aston Villa        | 2–2     | 18' Crouch, 53' Hendrie                           | 45 |
| 33 | 12.04.2004 | Aston Villa – Chelsea                 | 3–2     | 39' (pen.) Vassell, 49' Hitzlsperger, 52' Hendrie | 48 |
| 34 | 18.04.2004 | Aston Villa – Newcastle United        | 0–0     |                                                   | 49 |
| 35 | 24.04.2004 | Middlesbrough – Aston Villa           | 1–2     | 45' Barry, 89' Crouch                             | 52 |
| 36 | 02.05.2004 | Aston Villa – Tottenham Hotspur       | 1–0     | 5' Ángel                                          | 55 |
| 37 | 08.05.2004 | Southampton – Aston Villa             | 1–1     | 39' (pen.) Ángel                                  | 56 |
| 38 | 15.05.2004 | Aston Villa – Manchester United       | 0–2     |                                                   | 56 |

### Eindstand
| Rang | Team                    | We | Wi | Ge | Ve | Pu | Vo | Te | Sa  | Fa    |
| ---- | ----------------------- | -- | -- | -- | -- | -- | -- | -- | --- | ----- |
| 1    | Arsenal                 | 38 | 26 | 12 | 0  | 90 | 73 | 26 | 47  | 2,808 |
| 2    | Chelsea                 | 38 | 24 | 7  | 7  | 79 | 67 | 30 | 37  | 2,233 |
| 3    | Manchester United       | 38 | 23 | 6  | 9  | 75 | 64 | 35 | 29  | 1,829 |
| 4    | Liverpool               | 38 | 16 | 12 | 10 | 60 | 55 | 37 | 18  | 1,486 |
| 5    | Newcastle United        | 38 | 13 | 17 | 8  | 56 | 52 | 40 | 12  | 1,3   |
| 6    | Aston Villa             | 38 | 15 | 11 | 12 | 56 | 48 | 44 | 4   | 1,091 |
| 7    | Charlton Athletic       | 38 | 14 | 11 | 13 | 53 | 51 | 51 | 0   | 1     |
| 8    | Bolton Wanderers        | 38 | 14 | 11 | 13 | 53 | 48 | 56 | -8  | 0,857 |
| 9    | Fulham                  | 38 | 14 | 10 | 14 | 52 | 52 | 46 | 6   | 1,13  |
| 10   | Birmingham City         | 38 | 12 | 14 | 12 | 50 | 43 | 48 | -5  | 0,896 |
| 11   | Middlesbrough           | 38 | 13 | 9  | 16 | 48 | 44 | 52 | -8  | 0,846 |
| 12   | Southampton             | 38 | 12 | 11 | 15 | 47 | 44 | 45 | -1  | 0,978 |
| 13   | Portsmouth              | 38 | 12 | 9  | 17 | 45 | 47 | 54 | -7  | 0,87  |
| 14   | Tottenham Hotspur       | 38 | 13 | 6  | 19 | 45 | 47 | 57 | -10 | 0,825 |
| 15   | Blackburn Rovers        | 38 | 12 | 8  | 18 | 44 | 51 | 59 | -8  | 0,864 |
| 16   | Manchester City         | 38 | 9  | 14 | 15 | 41 | 55 | 54 | 1   | 1,019 |
| 17   | Everton                 | 38 | 9  | 12 | 17 | 39 | 45 | 57 | -12 | 0,789 |
| 18   | Leicester City          | 38 | 6  | 15 | 17 | 33 | 48 | 65 | -17 | 0,738 |
| 19   | Leeds United            | 38 | 8  | 9  | 21 | 33 | 40 | 79 | -39 | 0,506 |
| 20   | Wolverhampton Wanderers | 38 | 7  | 12 | 19 | 33 | 38 | 77 | -39 | 0,494 |

### Statistieken
Bijgaand een overzicht van de spelers van Aston Villa, die in het seizoen 2003/04 onder leiding van trainer David O'Leary speeltijd kregen in de Premier League.
| Naam                | Duels | Goal | Kreeg geel | Kreeg voor de tweede keer geel en dus rood | Weggestuurd |
| ------------------- | ----- | ---- | ---------- | ------------------------------------------ | ----------- |
| Jlloyd Samuel       | 38    | 2    | 6          | 0                                          | 0           |
| Thomas Sørensen     | 38    | 0    | 1          | 0                                          | 0           |
| Gareth Barry        | 36    | 3    | 3          | 1                                          | 0           |
| Juan Pablo Ángel    | 33    | 16   | 3          | 0                                          | 0           |
| Olof Mellberg       | 33    | 1    | 4          | 0                                          | 0           |
| Darius Vassell      | 32    | 9    | 0          | 0                                          | 0           |
| Thomas Hitzlsperger | 32    | 3    | 4          | 0                                          | 0           |
| Lee Hendrie         | 32    | 2    | 10         | 0                                          | 0           |
| Peter Whittingham   | 32    | 0    | 4          | 0                                          | 0           |
| Gavin McCann        | 28    | 0    | 4          | 1                                          | 0           |
| Ulises de la Cruz   | 28    | 0    | 2          | 0                                          | 0           |
| Mark Delaney        | 25    | 0    | 4          | 0                                          | 0           |
| Dion Dublin         | 23    | 3    | 1          | 0                                          | 0           |
| Ronny Johnsen       | 23    | 1    | 3          | 0                                          | 0           |
| Peter Crouch        | 16    | 4    | 1          | 0                                          | 0           |
| Marcus Allbäck      | 15    | 1    | 0          | 0                                          | 0           |
| Liam Ridgewell      | 11    | 0    | 0          | 0                                          | 0           |
| Nolberto Solano     | 10    | 0    | 1          | 0                                          | 1           |
| Stefan Moore        | 8     | 1    | 0          | 0                                          | 0           |
| Luke Moore          | 7     | 0    | 1          | 0                                          | 0           |
| Alpay Özalan        | 6     | 0    | 1          | 0                                          | 0           |
| Mark Kinsella       | 2     | 0    | 0          | 0                                          | 0           |
| Stefan Postma       | 2     | 0    | 0          | 0                                          | 0           |
| Mustapha Hadji      | 1     | 0    | 0          | 0                                          | 0           |